# Joan Dickson
Joan Katharine Balfour Dickson (* 21. Dezember 1921 in Edinburgh; † 9. Oktober 1994 in London) war eine britische Cellistin und Musikpädagogin.

## Leben
Von 1942 bis 1945 studierte sie Violoncello bei Ivor James am Royal College of Music in London und später bei Pierre Fournier in Paris. Von 1948 bis 1950 wirkte sie im Andre Mangeot Quartet. Sie lernte dann bei Enrico Mainardi in Rom, Salzburg und Luzern. 1954 wurde sie Professorin an der Royal Scottish Academy of Music. 1957 spielte sie mit dem London Symphony Orchestra unter Basil Cameron Edmund Rubbras Soliloquy. Außerdem trat sie mit dem Royal Scottish National Orchestra auf. 1967 wurde sie dann Professorin am Royal College of Music. Ab 1981 lehrte sie an der University of Durham. Zu ihren Schülern zählen sich Alexander Baillie, Andrew Shulman, Richard Harwood und Gwyn Pritchard.